# Joseph Tibor

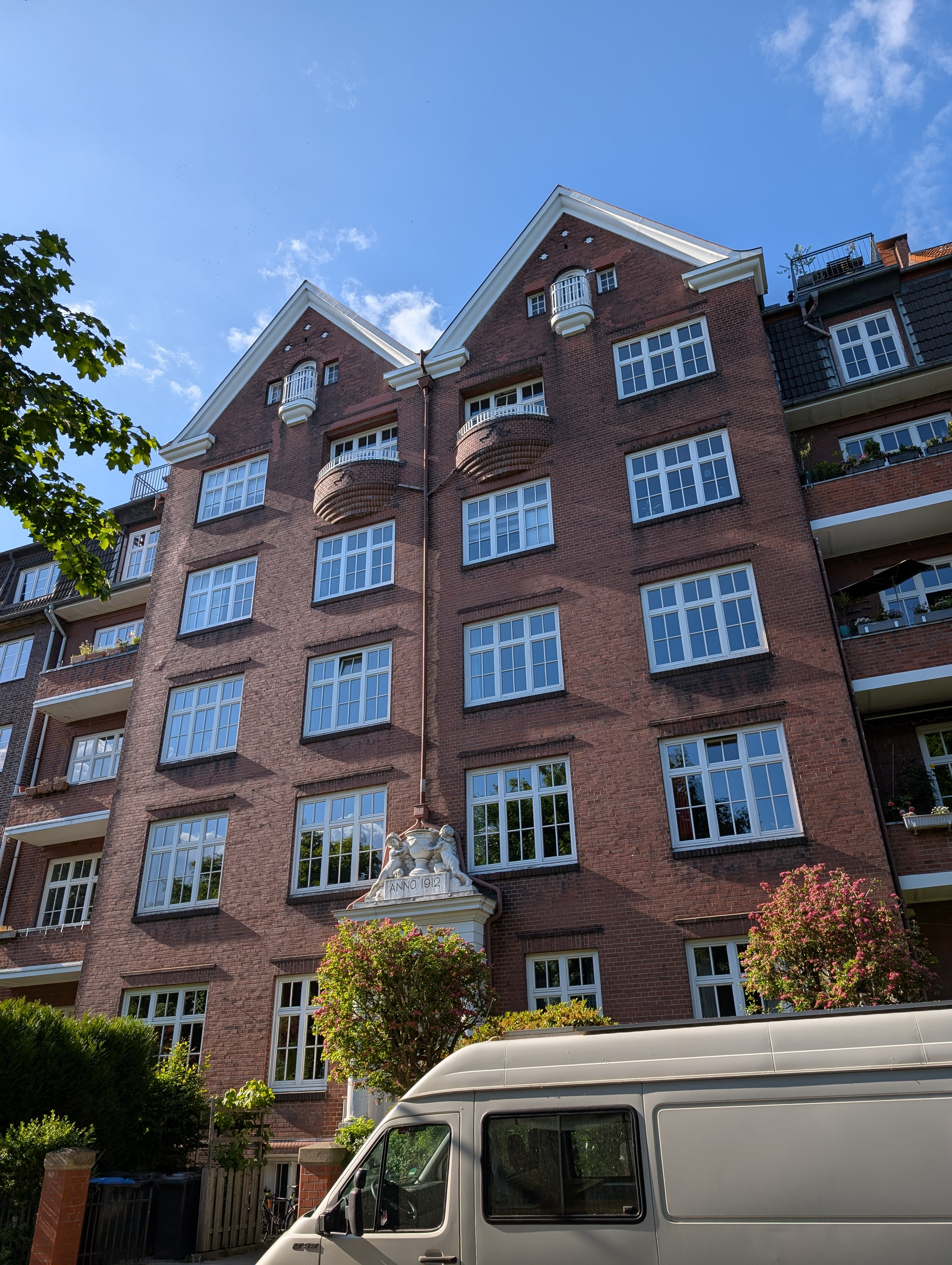
Kamienica przy Bülowstrasse 6 w Altonie w której znajdowało się mieszkanie i atelier Josepha Tibora

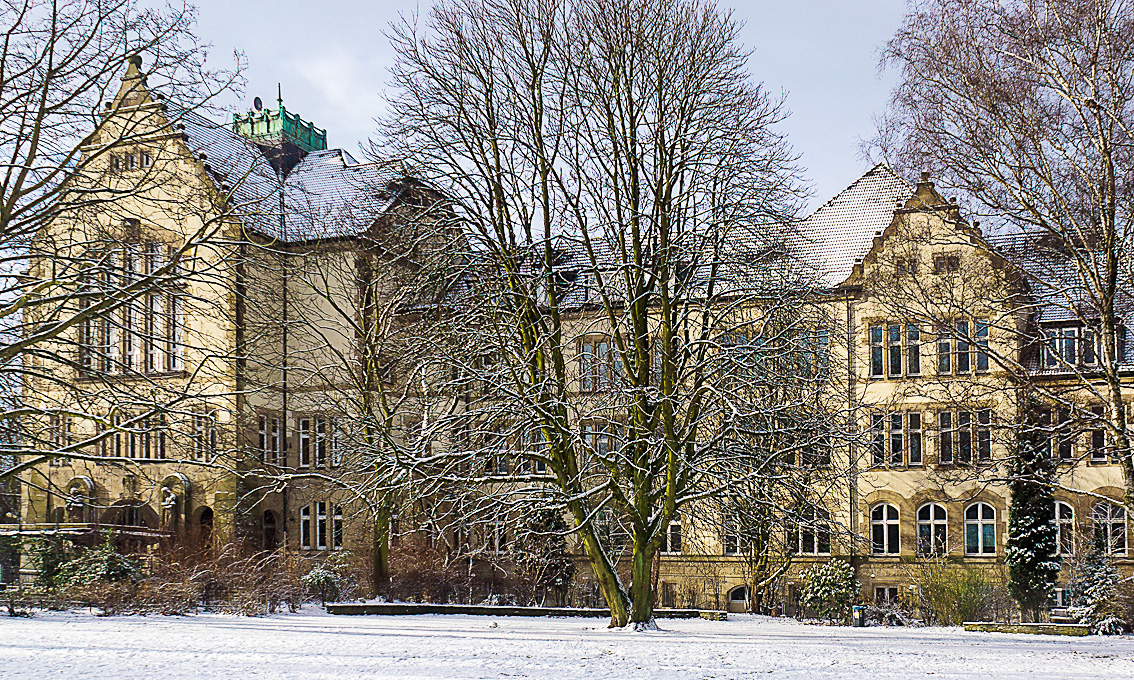
Gimnazjum w Altonie w którym nauczał Joseph Tibor

Joseph Tibor, właśc. Józef Tyborski (ur. 12 lipca 1877 w Konarzynkach, zm. 29 czerwca 1922 w Hamburgu) – kaszubsko-niemiecki nauczyciel, malarz i rzeźbiarz.

## Życiorys
Józef Tyborski urodził się w Konarzynkach w kaszubskiej rodzinie gburskiej jako najmłodszy z dziesięciorga rodzeństwa. Został ochrzczony w rzymskokatolickim kościele Świętych Apostołów Piotra i Pawła w Konarzynach. Jako dziecko pomagał w pracach rolnych, a od najmłodszych lat wykazywał duże zdolności artystyczne. Gdy w 1889 r. przedwcześnie zmarli jego rodzice, rozpoczął pracę w gospodarstwie swojego starszego brata Franciszka. Po ukończeniu szkoły podstawowej kontynuował naukę w preparandzie i Królewskim Seminarium Nauczycielskim w Tucholi, dzięki wsparciu finansowemu od proboszcza konarzyńskiego i inspektora szkolnego w Człuchowie. Następnie przez 3 lata pracował w szkole ludowej w Borach Tucholskich.
Na pocz. XX w. Józef Tyborski osiedlił się w Grudziądzu, gdzie rozpoczął pracę jako nauczyciel rysunku w Wyższej Szkole Realnej, a urlopy i ferie wykorzystywał na dalsze kształcenie. W 1902 r. zdał egzamin artystyczno-zawodowy w berlińskiej Królewskiej Szkole Artystycznej (Königliche Kunstschule Berlin), gdzie był uczniem Alberta Tschautscha i Philippa Francka. Następnie ukończył roczne studia na Królewskiej Akademii Sztuk Pięknych (Königliche Akademische Hochschule für die Bildenden Künste), a jego mistrzem był Otto Brausewetter. W latach 1903-1905 dwukrotnie wyjeżdżał do Paryża, gdzie poznał Augusta Rodina, którego twórczość wywarła na nim duży wpływ.
W 1905 r. ożenił się z Margaretą Augustin, córką grudziądzkiego przemysłowca. Przed ślubem zmienił imię i nazwisko na Joseph Tibor i przeszedł na protestantyzm. Z małżeństwa urodziła się dwójka dzieci: Hans Martin (1906-1984) i Elisabeth (1909-2003).
W latach 1907-1908 wyjechał na urlop studyjny w celu poznania sztuki antycznej i renesansowej do Włoch, a w szczególności do Florencji, gdzie z toskańskiego marmuru wykonał rzeźbę „Leid” (Cierpienie), która w 1909 r. wraz z innymi jego dziełami była prezentowana na wystawach w Gdańsku i Grudziądzu .
W 1910 r. wraz z rodziną przeniósł się do Altony gdzie dostał powołanie do pracy w gimnazjum jako nauczyciel rysunku. Rzeźby i obrazy tworzył w atelier na poddaszu kamienicy przy Bülowstrasse 6 w której mieszkał wraz z rodziną. Aktywnie działał w Altońskim Stowarzyszeniu Artystów (niem. Altonaer Künstlerverein). W 1912 r. wziął udział w wielkiej wystawie zorganizowanej w zamku Donner, w 1915 r. zajął się odnowieniem lokalu organizacji, a w latach 1918-1921 był członkiem komisji przyjmującej nowych członków.
Po wybuchu I wojny światowej otrzymał powołanie do 31 Pułku Piechoty, ale już w 1915 r. został zwolniony z armii ze względu na zły stan zdrowia.
W ostatnich latach życia jego stan zdrowia systematycznie się pogarszał. Dla podratowania zdrowia udawał się na wyspę Sylt . Joseph Tibor zmarł 29 czerwca 1922 r. Za przyczynę śmierci uznano przewlekłą anemię spowodowaną niedożywieniem podczas I wojny światowej. Rzeczywistą przyczyną zgonu prawdopodobnie była białaczka. Został skremowany, a urnę z prochami żona przechowywała w domu. Po jej śmierci zostali wspólnie pochowani na cmentarzu ewangelickim w Altonie. Grób nie zachował się.

## Twórczość
Malarstwo i grafika Tibora łączą w sobie wpływy realizmu, klasycyzmu i impresjonizmu. Do tworzenia portretów i pejzaży używał ołówka, pasteli i farb olejnych. W pracach tych widoczna jest swoboda w malowaniu postaci, wyczucie formy i realistyczne oddanie portretowanych osób. W twórczości rzeźbiarskiej dostrzec można inspirację sztuką antyczną i renesansową, a także wpływ Rodina, na wzór którego Tibor kontrastował starannie dopracowane, nagie postacie ludzkie z surowymi skałami. Do wykonania rzeźb używał gipsu, marmuru, kamienia oraz odlewów z brązu.
Jego największe dzieło stanowił Pomnik Wilhelma de Courbière’a w Grudziądzu odsłonięty 14 lipca 1907 r., do którego wykonał medalion Courbière’a oraz rzeźbę żołnierza z brązu, którą w 1920 r. przeniesiono do Bytowa.

## Dzieła

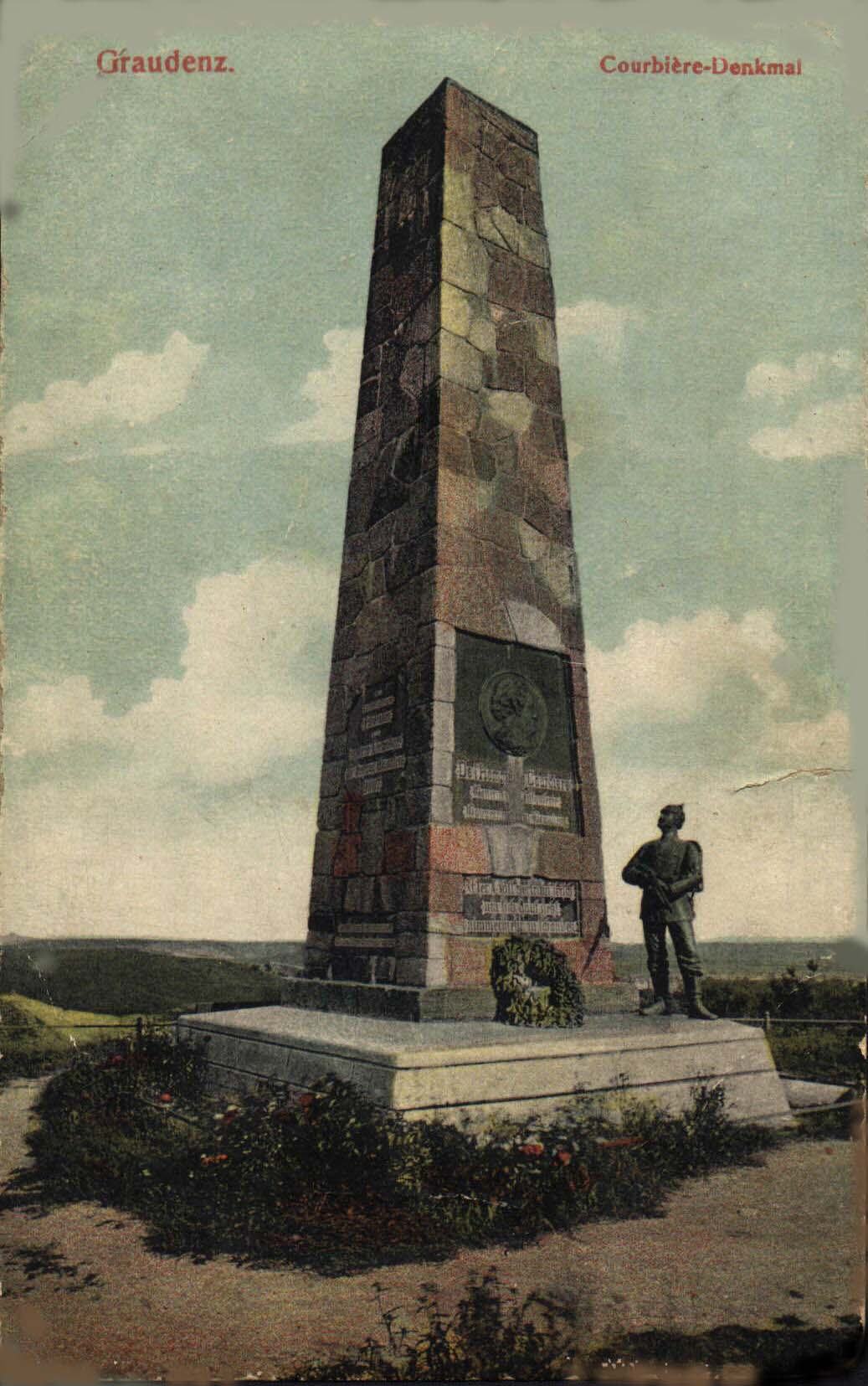
Pomnik Wilhelma de Courbière’a w Grudziądzu z 1907
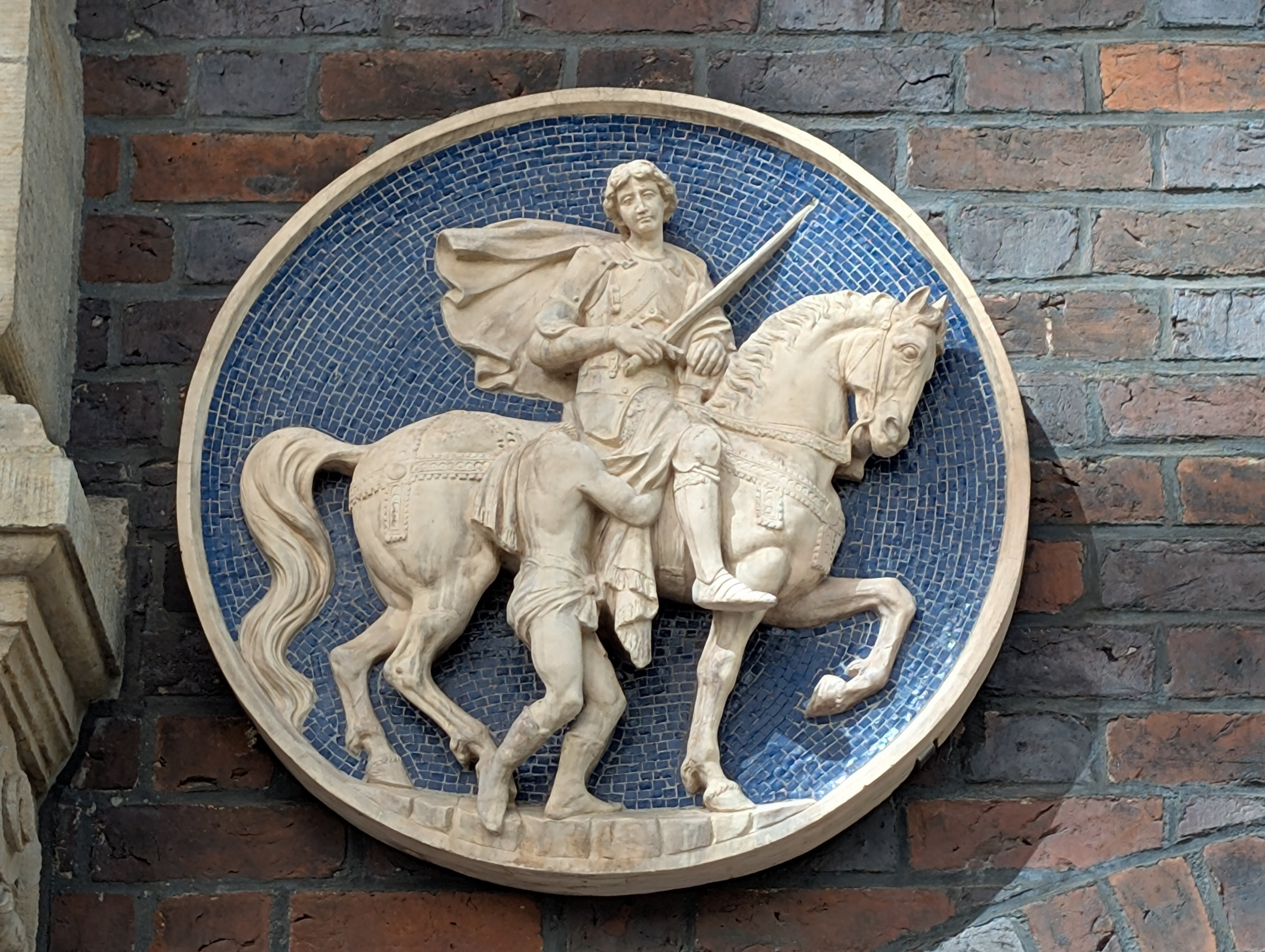
Medalion św. Marcina na elewacji Hulbe-Haus w Hamburgu
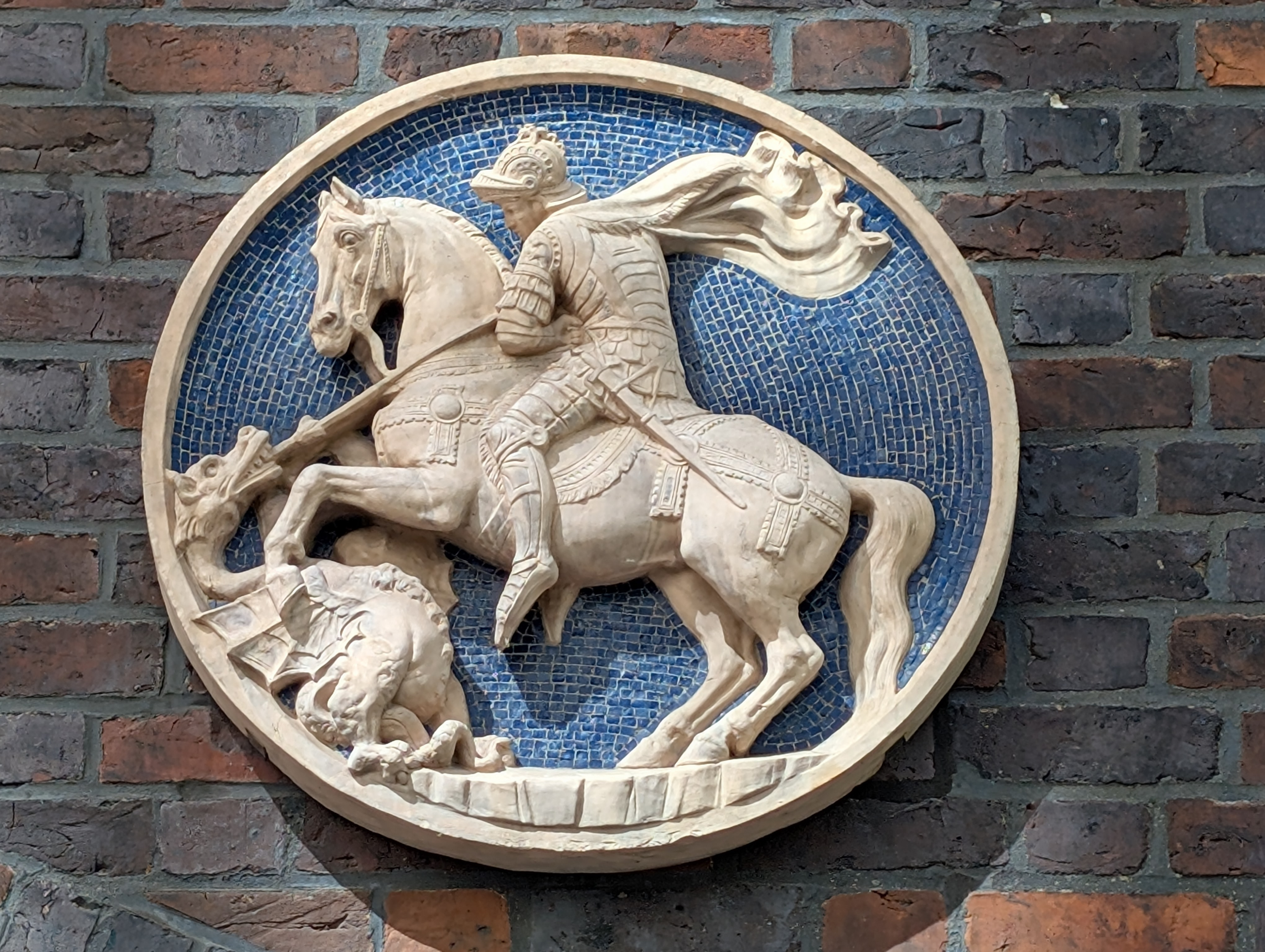
Medalion św. Jerzego na elewacji Hulbe-Haus w Hamburgu